# كارول دالي
كارول دالي (بالإنجليزية: Carroll Dale) هو لاعب كرة قدم أمريكية أمريكي، ولد في 24 أبريل 1938 في وايز في الولايات المتحدة.

## وصلات خارجية
- كارول دالي على موقع مرجع كرة القدم المحترفة.كوم (الإنجليزية)
- كارول دالي على موقع كلية كرة القدم في سبورتس رفرنس.كوم (الإنجليزية)